# Partecipanti al Giro del Lussemburgo 2023
Elenco dei partecipanti al Giro del Lussemburgo 2023.
Il Giro del Lussemburgo 2023 è stato la l'ottantottesima edizione della corsa. Alla competizione presero parte 20 squadre: 12 con licenza UCI World Tour 2023, 6 UCI ProTeam e 2 UCI Continental Team..
Partenza con 118 ciclisti accreditati.

## Corridori per squadra
Nota: R ritirato, NP non partito, FT fuori tempo, SQ squalificato
| Lidl-Trek             | Lidl-Trek             | Lidl-Trek             | AG2R Citroën Team        | AG2R Citroën Team        | AG2R Citroën Team        | Alpecin-Deceuninck     | Alpecin-Deceuninck     | Alpecin-Deceuninck     |
| --------------------- | --------------------- | --------------------- | ------------------------ | ------------------------ | ------------------------ | ---------------------- | ---------------------- | ---------------------- |
| N°                    | Ciclista              | Clas.                 | N°                       | Ciclista                 | Clas.                    | N°                     | Ciclista               | Clas.                  |
| 1                     | Dario Cataldo         | R 5ª                  | 11                       | Franck Bonnamour         | 25°                      | 21                     | Quinten Hermans        | 55°                    |
| 2                     | Tony Gallopin         | R 3ª                  | 12                       | Felix Gall               | 23°                      | 22                     | Søren Kragh Andersen   | 6°                     |
| 3                     | Asbjørn Hellemose     | 42°                   | 13                       | Ben O'Connor             | 9°                       | 23                     | Axel Laurance          | 43°                    |
| 4                     | Alex Kirsch           | 65°                   | 14                       | Aurélien Paret-Peintre   | 33°                      | 24                     | Xandro Meurisse        | 51°                    |
| 5                     | Giulio Ciccone        | 22°                   | 15                       | Nans Peters              | 57°                      | 25                     | F. Van Den Bossche     | 89°                    |
| 6                     | Natnael Tesfatsion    | 41°                   | 16                       | Bastien Tronchon         | 35°                      | 26                     | Luca Vergallito        | 37°                    |
| Bora-Hansgrohe        | Bora-Hansgrohe        | Bora-Hansgrohe        | Cofidis                  | Cofidis                  | Cofidis                  | EF Education-EasyPost  | EF Education-EasyPost  | EF Education-EasyPost  |
| N°                    | Ciclista              | Clas.                 | N°                       | Ciclista                 | Clas.                    | N°                     | Ciclista               | Clas.                  |
| 31                    | Patrick Gamper        | 79°                   | 41                       | Alexandre Delettre       | 59°                      | 51                     | Andrey Amador          | R 5ª                   |
| 32                    | Marco Haller          | 76°                   | 42                       | Oliver Knight            | 45°                      | 52                     | Richard Carapaz        | 24°                    |
| 33                    | Bob Jungels           | 34°                   | 43                       | Ion Izagirre             | 40°                      | 53                     | Ben Healy              | 3°                     |
| 34                    | Jordi Meeus           | 92°                   | 44                       | Jonathan Lastra          | R 2ª                     | 54                     | Jens Keukeleire        | 88°                    |
| 35                    | Nils Politt           | R 3ª                  | 45                       | Anthony Perez            | 44°                      | 55                     | Magnus Cort Nielsen    | 91°                    |
| 36                    | Frederik Wandahl      | 61°                   | 46                       | Jelle Wallays            | R 5ª                     | 56                     | Jonas Rutsch           | 62°                    |
| Groupama-FDJ          | Groupama-FDJ          | Groupama-FDJ          | Jumbo-Visma              | Jumbo-Visma              | Jumbo-Visma              | Movistar Team          | Movistar Team          | Movistar Team          |
| N°                    | Ciclista              | Clas.                 | N°                       | Ciclista                 | Clas.                    | N°                     | Ciclista               | Clas.                  |
| 61                    | David Gaudu           | R 1ª                  | 71                       | Tiesj Benoot             | 20°                      | 81                     | Alex Aranburu          | 19°                    |
| 62                    | Kevin Geniets         | 38°                   | 72                       | Koen Bouwman             | 8°                       | 82                     | William Barta          | 48°                    |
| 63                    | Matthieu Ladagnous    | 90°                   | 73                       | Archie Ryan              | 29°                      | 83                     | Juri Hollmann          | 82°                    |
| 64                    | Valentin Madouas      | 21°                   | 74                       | Steven Kruijswijk        | 49°                      | 84                     | Matteo Jorgenson       | 12°                    |
| 65                    | Thibaut Pinot         | R 1ª                  | 75                       | Sam Oomen                | 26°                      | 85                     | Gregor Mühlberger      | 60°                    |
| 66                    | Laurence Pithie       | 75°                   | 76                       | Tim van Dijke            | NP4ª                     | 86                     | José Joaquín Rojas     | 70°                    |
| Soudal Quick-Step     | Soudal Quick-Step     | Soudal Quick-Step     | Team Arkéa-Samsic        | Team Arkéa-Samsic        | Team Arkéa-Samsic        | UAE Team Emirates      | UAE Team Emirates      | UAE Team Emirates      |
| N°                    | Ciclista              | Clas.                 | N°                       | Ciclista                 | Clas.                    | N°                     | Ciclista               | Clas.                  |
| 91                    | Julian Alaphilippe    | 39°                   | 101                      | Jenthe Biermans          | 68°                      | 111                    | Jan Christen           | 56°                    |
| 92                    | Andrea Bagioli        | 52°                   | 102                      | Ewen Costiou             | 16°                      | 112                    | Felix Großschartner    | 7°                     |
| 93                    | Dries Devenyns        | 80°                   | 103                      | Florian Dauphin          | 93°                      | 113                    | Marc Hirschi           | 1°                     |
| 94                    | Fausto Masnada        | 18°                   | 104                      | Anthony Delaplace        | 53°                      | 114                    | Brandon McNulty        | 2°                     |
| 95                    | Ilan Van Wilder       | 4°                    | 105                      | Baptiste Gillet          | 66°                      | 115                    | Diego Ulissi           | 5°                     |
| 96                    | Mauri Vansevenant     | 28°                   | 106                      | Thibault Guernalec       | 27°                      | 116                    | Michael Vink           | 83°                    |
| Bingoal WB            | Bingoal WB            | Bingoal WB            | Israel-Premier Tech      | Israel-Premier Tech      | Israel-Premier Tech      | Lotto Dstny            | Lotto Dstny            | Lotto Dstny            |
| N°                    | Ciclista              | Clas.                 | N°                       | Ciclista                 | Clas.                    | N°                     | Ciclista               | Clas.                  |
| 121                   | Alexis Guérin         | 36°                   | 131                      | Jakob Fuglsang           | R 1ª                     | 141                    | Victor Campenaerts     | 47°                    |
| 122                   | Johan Meens           | 87°                   | 132                      | Hugo Houle               | 30°                      | 142                    | Pascal Eenkhoorn       | NP5ª                   |
| 123                   | Rémy Mertz            | 54°                   | 133                      | Krists Neilands          | 69°                      | 143                    | Mathijs Paasschens     | 63°                    |
| 124                   | Lennert Teugels       | 72°                   | 134                      | Corbin Strong            | 58°                      | 144                    | Maxim Van Gils         | 10°                    |
| 125                   | Luca Van Boven        | 73°                   | 135                      | Dylan Teuns              | 13°                      | 145                    | Brent Van Moer         | 15°                    |
| 126                   | Kenneth Van Rooy      | 95°                   | 136                      | Michael Woods            | 32°                      | 146                    | Harm Vanhoucke         | 85°                    |
| Team Flanders-Baloise | Team Flanders-Baloise | Team Flanders-Baloise | Tudor Pro Cycling Team   | Tudor Pro Cycling Team   | Tudor Pro Cycling Team   | Uno-X Pro Cycling Team | Uno-X Pro Cycling Team | Uno-X Pro Cycling Team |
| N°                    | Ciclista              | Clas.                 | N°                       | Ciclista                 | Clas.                    | N°                     | Ciclista               | Clas.                  |
| 151                   | Jenno Berckmoes       | NP2ª                  | 161                      | Lucas Eriksson           | 64°                      | 171                    | Anthon Charmig         | 17°                    |
| 152                   | Kamiel Bonneu         | R 2ª                  | 162                      | Lucas Eriksson           | 86°                      | 172                    | Ådne Holter            | 78°                    |
| 153                   | Vito Braet            | 81°                   | 163                      | Alexander Kamp           | 71°                      | 173                    | Anders Johannessen     | R 5ª                   |
| 154                   | Sander De Pestel      | 84°                   | 164                      | Arthur Kluckers          | 11°                      | 174                    | Tobias Johannessen     | 14°                    |
| 155                   | Gilles De Wilde       | 96°                   | 165                      | Rick Pluimers            | 74°                      | 175                    | Magnus Kulset          | 77°                    |
| 156                   | Elias Maris           | R 3ª                  | 166                      | Luc Wirtgen              | R 2ª                     | 176                    | Johannes Kulset        | 46°                    |
| Global 6 Cycling      | Global 6 Cycling      | Global 6 Cycling      | Leopard TOGT Pro Cycling | Leopard TOGT Pro Cycling | Leopard TOGT Pro Cycling |                        |                        |                        |
| N°                    | Ciclista              | Clas.                 | N°                       | Ciclista                 | Clas.                    |                        |                        |                        |
| 181                   | Giacomo Ballabio      | 67°                   | 191                      | Mathias Bregnhøj         | 31°                      |                        |                        |                        |
| 182                   | Jonas Hjorth          | R 3ª                  | 192                      | Oliver Knudsen           | R 1ª                     |                        |                        |                        |
| 183                   | M. Sampiyonbisiklet   | R 5ª                  | 193                      | Andreas Stokbro          | 50°                      |                        |                        |                        |
| 184                   | Tom Wirtgen           | R 5ª                  | 194                      | Cédric Pries             | 98°                      |                        |                        |                        |
|                       |                       |                       | 195                      | Kasper V. Søgaard        | 94°                      |                        |                        |                        |
| 196                   | Mats Wenzel           | 97°                   |                          |                          |                          |                        |                        |                        |